# 비후카정
비후카정(일본어: 美深町)은 일본 홋카이도 가미카와 지방 북부에 있는 정이다.
이름은 아이누어의 ‘피우카’(ピウカ, 돌이 많은 장소)에서 유래했다.

## 지리
정을 남북으로 걸쳐 데시오강이 흐르고 국도 40호선, 소야 본선이 지난다. 면적의 대부분은 삼림이다. 서쪽의 데시오 산지, 동쪽의 기타미 산지에 둘러싸여 있다. 특별폭설지대이다.

### 기후
내륙성 기후로 한난의 차이가 심하고 겨울은 일본 굴지의 혹한 지대이며 1월 평균 기온은 -8.6℃이다. 1931년 1월 27일에는 일본의 역대 최저 기온인 -41.5℃를 기록한 바 있다.
| 비후카정의 기후                                              | 비후카정의 기후 | 비후카정의 기후 | 비후카정의 기후 | 비후카정의 기후 | 비후카정의 기후 | 비후카정의 기후 | 비후카정의 기후 | 비후카정의 기후 | 비후카정의 기후 | 비후카정의 기후 | 비후카정의 기후 | 비후카정의 기후 | 비후카정의 기후 |
| 월                                                           | 1월             | 2월             | 3월             | 4월             | 5월             | 6월             | 7월             | 8월             | 9월             | 10월            | 11월            | 12월            | 연간            |
| ------------------------------------------------------------ | --------------- | --------------- | --------------- | --------------- | --------------- | --------------- | --------------- | --------------- | --------------- | --------------- | --------------- | --------------- | --------------- |
| 역대 최고 기온 °C (°F)                                       | 6.4 (43.5)      | 9.9 (49.8)      | 13.3 (55.9)     | 26.7 (80.1)     | 32.2 (90.0)     | 34.0 (93.2)     | 36.6 (97.9)     | 35.9 (96.6)     | 31.5 (88.7)     | 25.7 (78.3)     | 21.1 (70.0)     | 9.8 (49.6)      | 36.6 (97.9)     |
| 일평균 최고 기온 °C (°F)                                     | −4.1 (24.6)     | −2.7 (27.1)     | 2.0 (35.6)      | 9.2 (48.6)      | 17.4 (63.3)     | 22.1 (71.8)     | 25.5 (77.9)     | 25.8 (78.4)     | 21.4 (70.5)     | 14.2 (57.6)     | 5.3 (41.5)      | −1.8 (28.8)     | 11.2 (52.1)     |
| 일일 평균 기온 °C (°F)                                       | −8.6 (16.5)     | −8.0 (17.6)     | −3.0 (26.6)     | 3.8 (38.8)      | 10.7 (51.3)     | 15.4 (59.7)     | 19.4 (66.9)     | 20.1 (68.2)     | 15.4 (59.7)     | 8.5 (47.3)      | 1.5 (34.7)      | −5.3 (22.5)     | 5.8 (42.5)      |
| 일평균 최저 기온 °C (°F)                                     | −14.7 (5.5)     | −15.0 (5.0)     | −9.0 (15.8)     | −1.6 (29.1)     | 4.3 (39.7)      | 9.6 (49.3)      | 14.5 (58.1)     | 15.5 (59.9)     | 10.3 (50.5)     | 3.4 (38.1)      | −2.4 (27.7)     | −10.0 (14.0)    | 0.4 (32.7)      |
| 역대 최저 기온 °C (°F)                                       | −34.9 (−30.8)   | −37.0 (−34.6)   | −31.5 (−24.7)   | −16.5 (2.3)     | −4.3 (24.3)     | −0.8 (30.6)     | 3.3 (37.9)      | 4.7 (40.5)      | 0.6 (33.1)      | −5.6 (21.9)     | −19.6 (−3.3)    | −28.3 (−18.9)   | −37.0 (−34.6)   |
| 평균 강수량 mm (인치)                                        | 81.0 (3.19)     | 60.2 (2.37)     | 60.2 (2.37)     | 47.5 (1.87)     | 60.1 (2.37)     | 64.8 (2.55)     | 121.1 (4.77)    | 131.6 (5.18)    | 136.2 (5.36)    | 130.7 (5.15)    | 139.2 (5.48)    | 126.0 (4.96)    | 1,158.6 (45.62) |
| 평균 강설량 cm (인치)                                        | 200 (79)        | 157 (62)        | 138 (54)        | 46 (18)         | 0 (0)           | 0 (0)           | 0 (0)           | 0 (0)           | 0 (0)           | 3 (1.2)         | 111 (44)        | 244 (96)        | 899 (354.2)     |
| 평균 강우일수                                                | 19.4            | 15.8            | 15.6            | 11.2            | 10.7            | 8.8             | 10.3            | 11.1            | 13.3            | 16.9            | 20.8            | 23.7            | 177.6           |
| 평균 강설일수                                                | 21.2            | 17.8            | 17.1            | 7.2             | 0               | 0               | 0               | 0               | 0               | 0.3             | 9.7             | 22.1            | 95.4            |
| 평균 월간 일조시간                                           | 42.5            | 66.3            | 108.4           | 150.2           | 181.1           | 162.3           | 148.5           | 140.1           | 134.7           | 111.1           | 48.1            | 26.5            | 1,319.8         |
| 출처: 일본 기상청 (평년값: 1991년~2020년, 극값: 1977년~현재) |                 |                 |                 |                 |                 |                 |                 |                 |                 |                 |                 |                 |                 |

## 역사
- 1906년 - 가미나요로외 3촌 호장사무소(현 나요로시) 소속이 되었다.
- 1907년 - 가미나요로외 3촌 호장사무소에서 분리되어 시모나요로외 1촌 호장사무소를 비후카에 설치했다.
- 1915년 4월 1일 - 2급 정촌제 시행으로 시모나요로촌이 되었다.
- 1920년 6월 1일 - 시모나요로촌에서 지에분촌(현 나요로시 일부)을 분리함과 동시에 시모나요로촌을 비후카촌으로 개칭했다.
- 1923년 4월 1일 - 1급 정촌제 시행으로 비후카정이 되었다.

## 경제
기간산업은 농업, 낙농업, 임업이다. 루모이 진흥국 관내 북부의 엔베쓰정과 함께 벼농사의 북쪽 한계지이다. 철갑상어가 특산품이다.

## 교통

### 철도
- 홋카이도 여객철도 소야 본선

### 도로
- 국도 40호선
- 국도 275호선